# いかれたBaby/感謝 (驚)/Weather Report
「いかれたBaby/感謝 (驚)/Weather Report」（いかれたベイビー/かんしゃ (おどろき)/ウェザー リポート）は、日本のバンドフィッシュマンズの15枚目のシングルである。2005年11月9日発売。発売元はユニバーサルミュージック。

## 概要
- 1996～1998年のライブ音源を収録したシングル。全曲ZAKによるニュー・ミックスが施されている。
- DVD『若いながらも歴史あり 96.3.2@新宿LIQUID ROOM』と同時発売。

## 収録曲
1. いかれたBaby[5:43]
作詞・作曲：佐藤伸治／編曲：フィッシュマンズ
1998年12月28日赤坂BLITZでのライブ音源。『98.12.28 男達の別れ』に収録のものと同じ演奏。
2. 感謝(驚)[7:13]
作詞・作曲：佐藤伸治／編曲：フィッシュマンズ
1996年3月2日新宿LIQUID ROOmでのライブ音源。『若いながらも歴史あり 96.3.2@新宿LIQUID ROOm』に収録のものと同じ演奏。ただし同作に収録されている演奏終了後のMCは本シングルのトラックには含まれない。
3. Weather Report[11:28]
作詞・作曲：佐藤伸治／編曲：フィッシュマンズ
1997年12月12日新宿LIQUID ROOmでのライブ音源。